# Invasion vom Mars (1986)
Invasion vom Mars (Originaltitel: Invaders from Mars) ist ein US-amerikanischer Spielfilm aus dem Jahr 1986. Der Science-Fiction-Film von Regisseur Tobe Hooper mit Karen Black und Hunter Carson in den Hauptrollen, der eine Invasion der Erde durch Außerirdische beschreibt, ist eine Neuverfilmung des gleichnamigen Films aus dem Jahr 1953 von William Cameron Menzies. Produziert wurde der Film von Cannon Films. Er startete am 7. August 1986 in den deutschen Kinos.

## Handlung
Der kleine Junge David bemerkt eines Nachts, wie ein UFO hinter einer Anhöhe in der Nähe seines Elternhauses landet und im Boden verschwindet. Er spricht seine Eltern darauf an, doch diese wollen ihm keinen Glauben schenken. Am nächsten Tag ist sein Vater äußerlich zwar unverändert, aber seltsam emotionslos. Wenige Zeit später sind auch Davids Mutter und andere Bewohner der Kleinstadt so verändert. Ihnen wurde ein Gerät in Form eines kleinen Stachels in den Nacken injiziert, mit dem sie von den Außerirdischen, die mit dem UFO gelandet sind, kontrolliert werden. David vertraut sich der Schulkrankenschwester Mrs. Magnusson an, die als eine der wenigen noch nicht manipuliert wurde. Selbst seine Lehrerin Mrs. McKeltch wurde schon verändert und versucht, genauso wie Davids Eltern, wiederholt seiner habhaft zu werden.
Mit der Hilfe des Militärs gelingt es David schließlich, die unterirdische Basis, die die Außerirdischen errichtet haben, zu stürmen und sie zu vernichten. Dabei kann er auch Mrs. Magnusson retten, die in der Zwischenzeit gefangen wurde, wohingegen seine Lehrerin Mrs. McKeltch von den Außerirdischen bei lebendigem Leibe gefressen wird. Die bereits injizierten Stacheln werden durch die Vernichtung der Kommandobasis unwirksam und die Menschen wieder normal.

## Trivia
- Karen Black und Hunter Carson waren im richtigen Leben Mutter und Sohn.
- Die Schule im Film wurde nach William Cameron Menzies benannt, dem Regisseur des Originalfilms.
- Jimmy Hunt, der Junge aus dem Originalfilm, spielt den Polizeichef.
- Im Keller der Schule, in dem sich Linda und David vor der von den Außerirdischen kontrollierten Polizei verstecken wollen, ist zwischen diversen gelagerten Gegenständen auch eine Replik des Boss-Aliens aus der Originalverfilmung von 1953 zu sehen (Figur mit Tentakeln in einer Glaskugel).
- Auffällig gegen Ende des Filmes ist der rasante Schnitt vom explodierenden Raumschiff direkt zum Abspann des Filmes: Wie auch in der Originalversion von 1953 wurde bei der deutschen Fassung der letzte Handlungsstrang entfernt. In diesem wird die komplette Handlung des Filmes als Alptraum Davids beschrieben, der nach dem erschreckten Aufwachen von seinen Eltern getröstet wird und anschließend sieht, wie das Raumschiff der Aliens aus seinem Traum nun doch tatsächlich hinter dem Hügel landet.[1]
- Die Handdetektoren, die im Film vom Personal der NASA benutzt werden, sind dieselben Requisiten, die im Film Star Trek II: Der Zorn des Khan als Tricorder verwendet wurden.[2]

## Auszeichnungen
- Louise Fletcher war 1987 für die Goldene Himbeere in der Kategorie Schlechteste Nebendarstellerin nominiert.
- John Dykstra und Stan Winston waren ebenfalls für die Goldene Himbeere nominiert, in der Kategorie Schlechteste Spezialeffekte.

## Kritiken
- film-dienst: „Modernisierte Neuverfilmung des gleichnamigen Science-Fiction-Films aus dem Jahr 1953; eine perfekt inszenierte, mit Spezialeffekten überladene Geisterbahnfahrt.“[3]
- Hahn/Jansen: „Der Streifen ist dem Original zwar recht gut nachempfunden, aber […] auch das war keinen Schuß Pulver wert.“